# 안젤라 아키
안젤라 아키(Angela Aki, アンジェラ・アキ, 1977년 9월 15일 ~ )는 일본의 도쿠시마현 출신인 여자 가수이다. 이 이름은 영어이름으로 일본어이름은 "아키 안제라"(安藝 アンジェラ)이다. (어릴 때의 이름은 "아키 기요미(安芸 聖世美)"였다.) 애칭은 "안지(アンジー)".

## 개요
아버지는 일본인, 어머니는 미국인이다. 세살 때부터 일본에서 피아노를 배우고, 열 다섯살 때에 미국으로 이주했다. 대학생 때부터 음악 활동을 본격적으로 시작하여, "안젤라 아키 밴드"(Angela Aki Band)라는 밴드를 결성하여 라이브하우스 등에 출연했다.
그 뒤 2000년 1월 4일에 미국에서 인디즈 앨범 "These Words"를 발매하여 2004년에는 일본 데뷔를 위해 일본에 돌아갔다. 2005년 3월 9일에 일본에서 발매한 인디즈 미니 앨범 "ONE"이 화제가 돼 9월 14일 싱글 "HOME"으로 메이저 데뷔했다. 다음해에는 "Kiss Me Good-Bye"가 "FINAL FANTASY XII"의 테마송으로 뽑히며, 6월 14일에 발매한 첫 앨범 "Home"은 오리콘 위클리 차트 2위를 기록하고 일약 인기 가수가 됐다.

## 내력
- 2008년 12월 31일에 제 59회 NHK 홍백가합전에 3년 연속으로 출장한다. 부른 노래는〈편지 ~삼가 아뢰옵니다 15세의 그대에게~〉이다.
- 2006년 제9회 인터넷음악제 나비 베스트앨범상
- 2007년 일본 유선대상 베스트 편곡상
- 2008년 골드디스크 상 수여

## 발매 음반

### 싱글
1. 〈HOME〉 (2005년 9월 14일)
2. 〈心の戦士〉 <마음의 전사> (2006년 1월 18일)
3. 〈Kiss Me Good-Bye〉 (2006년 3월 15일)
4. 〈This Love〉 (2006년 5월 31일)
5. 〈サクラ色〉 <벚꽃 색> (2007년 3월 7일)
6. 〈孤独のカケラ〉 <고독의 조각> (2007년 5월 23일)
7. 〈たしかに〉 <확실히> (2007년 7월 11일)
8. 〈手紙 ~拝啓 十五の君へ~ 〉편지 ~삼가 아뢰옵니다 15세의 그대에게~[*] ( 일본 2008년 9월 17일)
( 대한민국 2025년 5월 9일)
( 태국 2025년 5월 12일)
( 대만 2025년 5월 14일)
( 태국 2025년 5월 14일)
( 미얀마 2025년 5월 14일)
( 미국 2025년 5월 14일)
( 대만 2025년 5월 15일)
( 태국 2025년 5월 15일)
( 이탈리아 2025년 5월 15일)
9. 〈愛の季節 〉<사랑의 계절>[*] (2009년 9월 19일)

### 앨범
미국 인디즈
1. 《These Words》 (2000년 1월 4일)

인디즈 미니 앨범
1. 《ONE》 (2005년 3월 9일)

정규 앨범
1. 《HOME》 (2006년 6월 14일)
2. 《TODAY》 (2007년 9월 19일)
3. 《ANSWER》 (2009년 2월 25일)